# Taipei 101
Taipei 101 er en 106-etager høj bygning i Taipei, Taiwan. Bygningen har 101 etager over jorden, deraf navnet, og 5 underjordiske etager. Bygningen er 508 m høj og var verdens højeste fra 2004-2009 – hvor den blev overgået af Burj Khalifa i Dubai. Fraregner man begge bygningers antenner er Taipei 101 højest. 
Taipei 101 er på mange måder den mest teknologisk avancerede skyskraber i verden. Bygningen indeholder verdens to hurtigste elevatorer, der har en tophastighed på 63 km/t og kan bringe folk fra stuen til 89. etage på blot 39 sekunder. Der er ligeledes blevet brugt megen teknisk kunnen for at sikre tårnet mod de mange jordskælv og tyfoner i regionen.
Bygningen blev indviet 31. december 2004 efter seks års byggeri.